# Volina klinka
Volina klinka (lat. Dipturus oxyrinchus) riba je iz porodice Rajidae. Ovo je jedna od dvije vrste volina u Jadranskom moru. Tijelo joj je romboidno, a koža joj je hrapava (kod mlađih primjeraka je glatka). Tamnih je boja, smeđih ili sivih tonova, s većim i vidljivim bijelim pjegicama i crnim točkicama. Crne točke ima i s donje strane tijela. Ova vrsta ima još špicastiju glavu te izražajne bodlje na zadnjem dijelu tijela. Naraste do 15 kg što je naravno dosta manje od svoje rodice mrkulje. Na repu ima 12-18 trnolikih bodlji. Zalazi do najvećih jadranskih dubina koje su zbog slabije istraženosti još uvijek relativno nepoznate što se tiče vrsta riba. Često se mogu naći i kao pratnja nekih velikih plivajućih objekata ili velikih i sporih životinja. Meso svih raža je izrazito ukusno pa tako i volina. Nažalost primijećeno je nestajanje volina zbog sporije reprodukcije i intenzivnog koćarenja te su upisane u listu ugroženih životinja. Naraste do 150 cm, a živi na dubinama između 15 i 900 metara, najčešće na onima do 200. Hrani se svim živim bićima koje može pronaći na dnu, a najčešće rakovima i drugim ribama.

## Rasprostranjenost
Volina klinka se može pronaći u istočnom dijelu Atlantika, sjeverno od sredine Norveške pa južno sve do Senegala. Prisutna je i u Skagerraku, oko Farskih otoka, oko Kanara i Madeire. Rasprostranjena je i po cijelom Mediteranu.

## Vanjske poveznice
|  | Zajednički poslužitelj ima još gradiva o temi Dipturus oxyrinchus |
|  | Wikivrste imaju podatke o taksonu Dipturus oxyrinchus             |